# Tradition (christianisme)
Pour l’article homonyme, voir Tradition.
 (août 2021).
Si vous disposez d'ouvrages ou d'articles de référence ou si vous connaissez des sites web de qualité traitant du thème abordé ici, merci de compléter l'article en donnant les références utiles à sa vérifiabilité et en les liant à la section « Notes et références ».
Dans certaines dénominations du christianisme, la Tradition est la révélation continue du message du Christ à son Église par le Saint-Esprit.
Le catholicisme et l'orthodoxie envisagent également la Tradition comme un héritage des Apôtres, selon la succession apostolique. Le concile de 869 a examiné la question de la Tradition comme règle de foi. Certains protestants récusent cette source de dogme et s'en tiennent à la seule autorité de la Bible (sola scriptura).
Le mot « tradition » vient du latin traditio qui désigne autant ce qui est transmis, de façon orale ou écrite, que l'acte même de transmettre.

## Historique
Le Nouveau Testament, avec les Épîtres de Paul, utilise le mot tradition dans plusieurs textes : « Tenez bon. gardez fermement les traditions que vous avez apprises de nous, de vive voix ou par lettres » (2 Th. 2, 15) ou « Gardez les traditions telles que je vous les ai transmises » (1 Co. 11, 2). On nous parle de la transmission de l'Évangile qui peut être orale : Luc 1 ; 2 ; 1 Co. 11, 23 ; 15, 3 ; 2 P. 2, 21 et qui peut être un style de vie : 2 Th. 3, 6. Les écrits des Pères apostoliques ont aussi comme but de transmettre ce qui a été reçu des apôtres. Par exemple, le titre de la Didaché est explicite : « Doctrine du Seigneur transmise aux nations par les douze apôtres ». Le principe de la Tradition Apostolique a été formalisé pour la première fois par Irénée de Lyon vers 190 et par Hippolyte de Rome, son élève, au début du IIIe siècle.
La question de la Tradition considérée comme règle de foi a été discutée au quatrième concile de Constantinople en 869.

## Église catholique
L'Église catholique affirme que la Révélation provient d'une seule source : le Christ qui a proclamé l'Évangile.
Ces traditions se trouvent dans les écrits des Pères apostoliques et des premiers chrétiens. Il faut aussi distinguer la Tradition fondatrice des Apôtres de la tradition réceptrice de l'Église qui essaie d'être fidèle au dépôt reçu et d'approfondir sa compréhension grâce au magistère. Il faut également distinguer les traditions des lieux saints. Comme il n'en existait pas toujours (elles étaient vagues ou controversées, ou plus souvent encore figées dans une écriture trop ancienne ou trop peu explicite), des communautés locales, des ecclésiastiques influents ou des autorités religieuses ont dû en inventer, redécouvrir les localisations d'événements bibliques ou les reliques qui permettraient de tenir certains sites pour des lieux saints. Ce travail d'invention a été fait de deux manières : la première empirique en exploitant au mieux les données topographiques imprécises de la Bible ou les traditions juives pour bâtir des sanctuaires sur les ipsissima loca (les lieux mêmes où s'étaient passés les événements bibliques, ces inventions empiriques s'enrichissant avec le développement des légendes apocryphes), la seconde inspirée en inventant parfois de manière arbitraire et ex nihilo des lieux saints (et surtout des reliques) faute sans doute d'indices bibliques suffisants.
Le concile Vatican II conçoit la Tradition à la fois comme une donnée matérielle reçue des Apôtres et vécue en Église en référence à l'Écriture, et en même temps comme la dynamique par laquelle cette donnée matérielle est transmise.

## Église orthodoxe
Pour l'orthodoxie, selon Olivier Clément, « la Tradition n'est pas une autre source de révélation à côté des Écritures : elle est le mode unique de recevoir la révélation (Lossky), l'Esprit qui fixe les Écritures et préserve leur sens. la Tradition n'est pas un complément de la Parole, mais le souffle qui porte la Parole, et la rend vivante à tous les âges de l'Église. C'est l'Esprit devenant la mémoire sacrée et l'esprit de discernement de l'Église, et transformant les textes apparemment hétérogènes de la Bible, la dualité entre les deux Testaments, en corps unique de la vérité ». Et Clément cite Alexeï Khomiakov qui a écrit dans son ouvrage L'Église latine (p. 44-45) : « C'est l'Église tout entière qui a rédigé les Écritures ; c'est elle qui les fait vivre dans la tradition ; ou plutôt, ces deux manifestation du même Esprit n'en font qu'une car l'Écriture, c'est la Tradition écrite, et la Tradition, c'est l'Écriture vivante ».